# Song Nan
Song Nan (宋楠S; Qiqihar, 9 agosto 1990) è un ex pattinatore artistico su ghiaccio cinese. Ha vinto la medaglia di bronzo al Campionato dei Quattro continenti nel 2014, la medaglia d'oro alle Universiadi nel 2013 e la medaglia di bronzo ai Giochi asiatici invernali nel 2011. Nella categoria junior ha vinto l'argento nella finale del Grand Prix nel 2009 e nel Campionato mondiale nel 2010.

## Palmarès

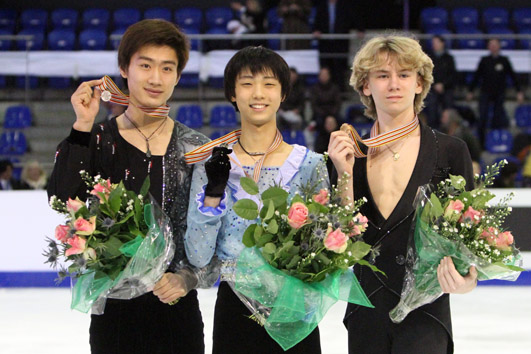
Il podio al Campionato del mondo junior nel 2010. Da sinistra Nan Song (argento), Yuzuru Hanyū (oro) e Artur Gačinskij (bronzo).

GP: Grand Prix; JGP: Junior Grand Prix
| Internazionali                                                     | Internazionali | Internazionali | Internazionali | Internazionali | Internazionali | Internazionali | Internazionali | Internazionali | Internazionali |
| Evento                                                             | 2007–08        | 2008–09        | 2009–10        | 2010–11        | 2011–12        | 2012–13        | 2013–14        | 2014–15        | 2015–16        |
| ------------------------------------------------------------------ | -------------- | -------------- | -------------- | -------------- | -------------- | -------------- | -------------- | -------------- | -------------- |
| Campionati mondiali                                                |                |                |                | 22°            | 14°            | 15°            |                | 26°            |                |
| Campionati dei Quattro continenti                                  |                |                | 6°             | 9°             | 11°            | 6°             | 3°             |                | 12°            |
| GP Trophée Eric Bompard                                            |                |                |                | 6°             | 2°             | 5°             | 6°             |                |                |
| GP Cup of China                                                    |                |                |                |                | 3°             | R              | 8°             |                | 9°             |
| GP Skate America                                                   |                |                |                | 10°            |                |                |                |                |                |
| Giochi asiatici invernali                                          |                |                |                | 3°             |                |                |                |                |                |
| Universiadi                                                        |                |                |                |                |                |                | 1°             | 4°             |                |
| Internazionali: Junior                                             |                |                |                |                |                |                |                |                |                |
| Campionati mondiali                                                |                | 7°             | 2°             |                |                |                |                |                |                |
| JGP Finale                                                         |                |                | 2°             |                |                |                |                |                |                |
| JGP Bielorussia                                                    |                |                | 2°             |                |                |                |                |                |                |
| JGP Francia                                                        |                | 5°             |                |                |                |                |                |                |                |
| JGP Germania                                                       |                |                | 1°             |                |                |                |                |                |                |
| JGP Messico                                                        |                | 5°             |                |                |                |                |                |                |                |
| JGP Gran Bretagna                                                  | 4°             |                |                |                |                |                |                |                |                |
| Nazionali                                                          |                |                |                |                |                |                |                |                |                |
| Giochi nazionali della Cina                                        |                | 5°             |                |                | 1°             |                |                |                | 3°             |
| Campionati nazionali cinesi                                        | 5°             | 1°             | 7°             | 2°             | 1°             | 1°             | 2°             |                | 2°             |
| Eventi a squadre                                                   |                |                |                |                |                |                |                |                |                |
| World Team Trophy                                                  |                |                |                |                |                |                |                | 5° S (11° P)   |                |
| R = Ritirato; S = Risultato della squadra; P = Risultato personale |                |                |                |                |                |                |                |                |                |